# Richard Petrocelli
Richard Petrocelli Alves Ferreira ou simplesmente Richard Petrocelli (São José do Rio Pardo, 26 de maio de 1932 — Campinas, 16 de abril de 2013), foi um futebolista brasileiro que atuava como atacante.

## Carreira
Richard começou a jogar aos 14 anos, no time infantil do Rio Pardo e subiu para o profissional aos 17. No Rio Pardo, em 1949, conquistou o título da segunda divisão dos profissionais, quando também foi o artilheiro da competição marcando 40 gols. Foi para o Palmeiras em 1951, pouco antes do início da Copa Rio, estreando pelo clube na competição, em que marcou 2 gols em 3 jogos. Permaneceu no Palmeiras até 1954, e quase foi para a Fiorentina, mas teve que encerrar a carreira por problemas no joelho.
Richard faleceu no dia 16 de abril de 2013, aos 80 anos, vítima de leucemia.

## Títulos
Palmeiras
- Copa Rio: 1951